# ليتيسيا سوسا
ليتيسيا سوسا (من مواليد 25 نوفمبر 1950) هي سياسية مكسيكية من كوليما منتسبة إلى حزب العمل الوطني التي شغل منصب رئيس البلدية (عمدة) مدينة مانزانيلو وعضو مجلس الشيوخ.
في عام 2006 تم انتخابها للخدمة في مجلس الشيوخ المكسيكي لمدة ست سنوات. غادرت مجلس الشيوخ للترشح لمنصب حاكم ولاية كوليما. في عام 2009 تم تعيينها كمرشح حزب بان لانتخابات ولاية كوليما لعام 2009. هُزمت سوسا من قبل مرشح الحزب الثوري الدستوري.